# 昂斯特德 (密歇根州)
昂斯特德（英語：Onsted）是位於美國密歇根州萊納維縣劍橋鎮區的一個村。

## 人口
根據2020年美國人口普查的數據，昂斯特德的面積為2.76平方千米，當中陸地面積為2.76平方千米，而水域面積為0.00平方千米。當地共有人口988人，而人口密度為每平方千米357人。